# Aega chelipous
Aega chelipous là một loài chân đều trong họ Aegidae. Loài này được Barnard miêu tả khoa học năm 1960.